# Soldier Hollow
Soldier Hollow se zimsko letovišče v Wasatch Mountain State Parku, Utah, ZDA.
Na zimskih olimpijskih igrah 2002 je gostil 23 in na zimskih paraolimpijskih igrah 13 tekem. S tekmovanji v smučarskih tekih, biatlonu in tekaškem delu nordijske kombinacije ter veliko zabavnimi aktivnostmi, je bil eden izmed najbolj obiskanih prizorišč med olimpijskimi igrami. Med igrami so predvajali ameriško zahodno glasbo, imeli kavbojske kampe, razstavo divjih mustangov idr.
Razteza se na 600 arov in ima 31 km tekaške proge. Ponuja številne reakracijske možnosti v vseh letnih časih, od gorskega kolesarjenja, pohajkovanja, kampiranja do biatlona in smučarskih tekov. Tekaške proge ležijo na eni izmed najvišjih točk na svetu, in sicer med 1685 in 1750 m nadmorske višine.